# Cihai
Cihai (« mer des mots ») (chinois simplifié : 辞海 ; chinois traditionnel : 辭海 ; pinyin : cíhǎi) est un dictionnaire encyclopédique chinois publié par la maison d'édition Zhonghua shuju (zh) (中华书局 / 中華書局). Ses travaux ont commencé en 1915 et il a été publié pour la première fois en 1936